# Taïeb Jallouli
Taïeb Jallouli est un réalisateur, producteur et décorateur tunisien.

## Biographie
Il participe à diverses superproductions telles que Star Wars de George Lucas, Le Patient anglais d'Anthony Minghella, Pirates de Roman Polanski et Madame Butterfly de Frédéric Mitterrand. En 2000, il est le premier Tunisien à être nommé pour le César des meilleurs décors, pour Peut-être de Cédric Klapisch. Il est aussi le chef décorateur de Hors la loi de Rachid Bouchareb.
En Tunisie, Jallouli est décorateur sur Halfaouine, l'enfant des terrasses de Férid Boughedir, Les Siestes grenadine de Mahmoud Ben Mahmoud et La télé arrive de Moncef Dhouib. Produisant également des séries pour la télévision tunisienne, il traduit en 2009 Le Malade imaginaire de Molière en arabe dialectal ; cette pièce est montée au Théâtre national tunisien sur une mise en scène de Mohamed Driss. Il réalise aussi depuis un long métrage d'animation en 3D, Les aventures de Dalila la rusée, d'après un conte des Mille et Une Nuits.
Il réalise en outre quatre courts métrages :
- Tunis... fille du siècle, un docu-fiction sur l'architecture Art nouveau dans la ville de Tunis ;
- Chrétiens en Tunisie, un réquisitoire pour la tolérance et le dialogue ;
- Khmaies, une fiction avec utilisation de l'image de synthèse pour démontrer qu'il est possible d'intégrer les techniques numériques nouvelles dans le cinéma tunisien ;
- Godolphin Arabian, l'histoire d'un cheval tunisien devenu au XVIIIe siècle l'un des pères fondateurs du pur-sang anglais.

Il est producteur exécutif sur Ce que le jour doit à la nuit d'Alexandre Arcady.